# 레옹 코메르
레옹 프랑수아 코메르(프랑스어: Léon François Comerre, 1850년 10월 10일~1916년 2월 20일)는 프랑스의 아카데믹 화가로, 아름다운 여성과 동양적 주제를 담은 초상화로 유명하다.

## 생애

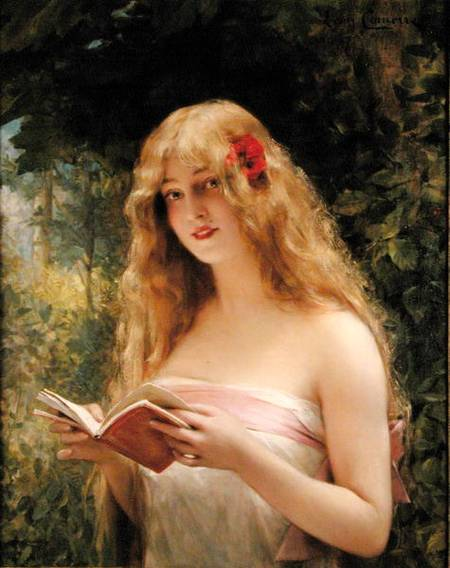
《아름다운 독자》

코메르는 1850년 프랑스의 노르주 트렐론에서 교사의 아들로 태어났으며 1853년에 그의 가족은 릴로 이사했다. 그는 어린 시절부터 예술에 관심을 보이며 릴의 에콜 데 보자르에서 알퐁스 콜라스의 제자가 되었고, 1867년에 금메달을 수상했다. 1868년부터 Département du Nord의 보조금을 받아 파리의 유명한 파리 데 보자르의 알렉상드르 카바넬의 스튜디오에서 미술 공부를 계속할 수 있었다. 그곳에서 코메르는 동양주의의 영향을 받게 되었다.
코메르는 1871년 파리 살롱에 처음 작품을 출품하였고, 1875년과 1881년에 상을 수상했다. 1875년 코메르는 〈목동들에게 그리스도의 탄생을 알리는 천사〉(프랑스어: L'Ange annonçant aux bergers la naissance du Chris)라는 작품으로 로마 대상을 수상했다. 이를 통해 그는 1876년 1월부터 1879년 12월까지 로마 프랑스 아카데미에서 장학금을 받았다. 또한 코메르는 1885년 벨기에 안트베르펜에서 열린 만국박람회에서도 상을 받았으며 미국(1876년)과 호주(1881년과 1897년)에서 권위 있는 예술상을 수상하기도 했다. 1903년에는 레지옹 도뇌르 훈장을 받았다.
그는 런던의 왕립예술원과 왕립 초상화가 협회, 그리고 스코틀랜드 글래스고의 글래스고 미술관에서 작품을 전시했다.
코메르는 1884년에 파리 교외인 르베니제로 이사했고, 1916년 사망할 때까지 그곳에 머물렀다.
그의 아내 자클린 코메르파통(Jacqueline Comerre-Paton)도 화가였으며 그의 조카는 유명한 예술가인 알베르 글레이즈이다.

## 작품

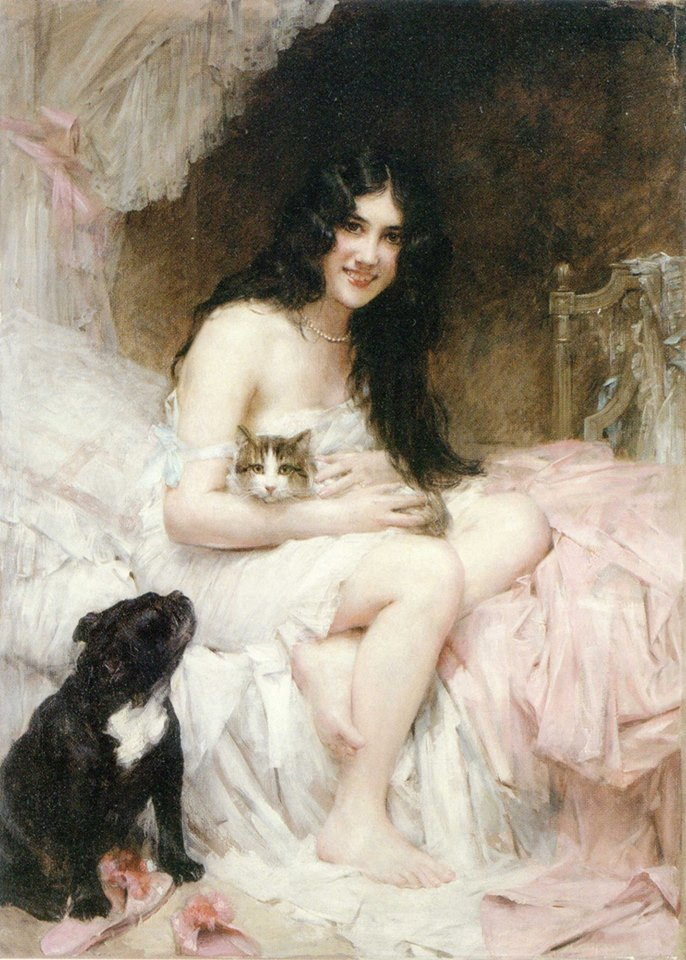
Calinerie
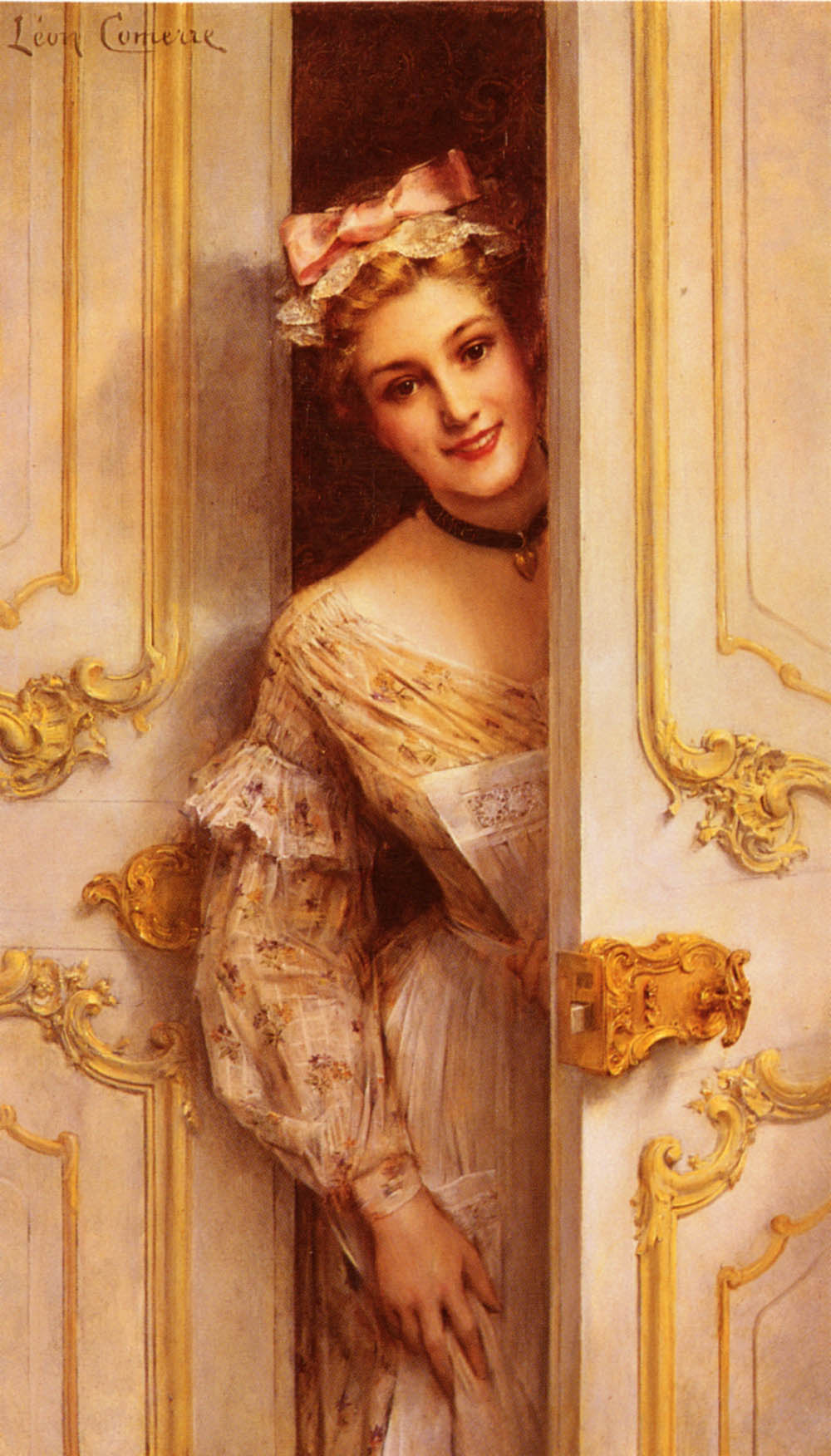
《예쁜 처녀》(The Pretty Maid)
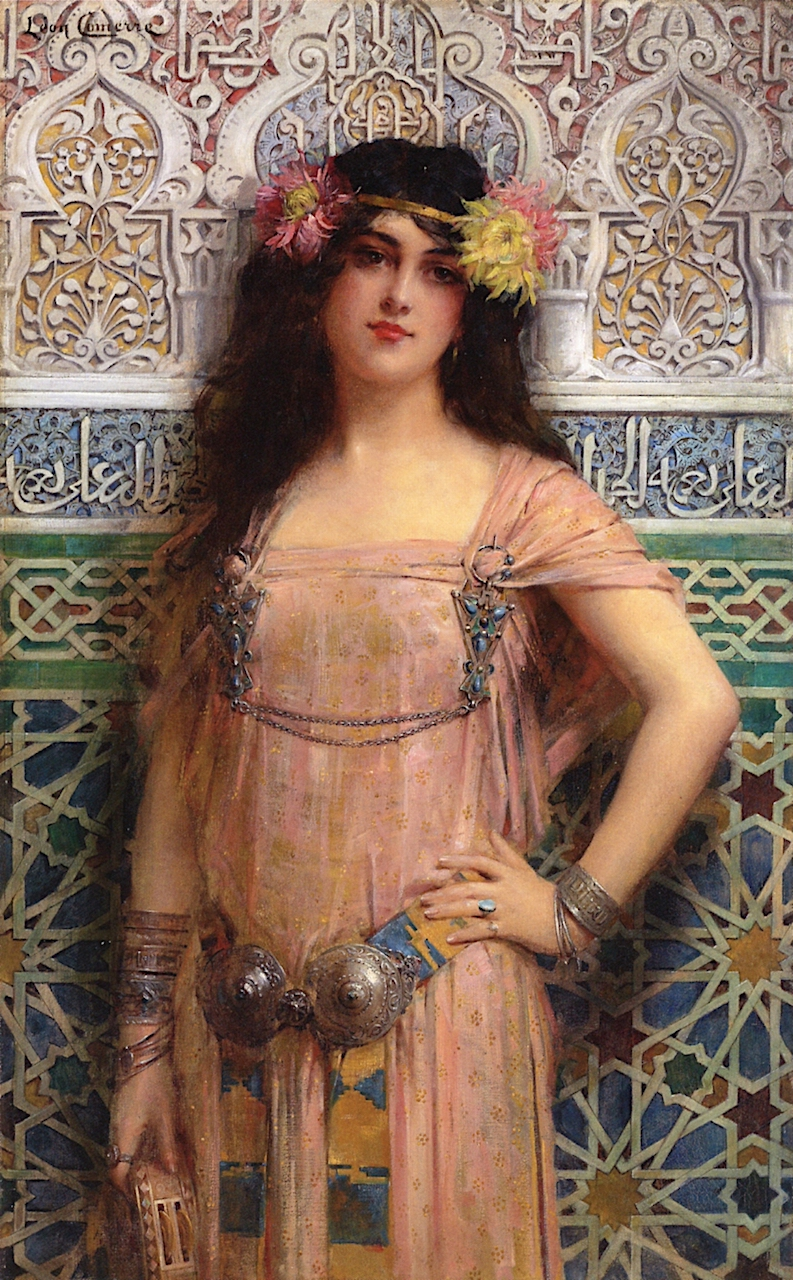
La Favorite
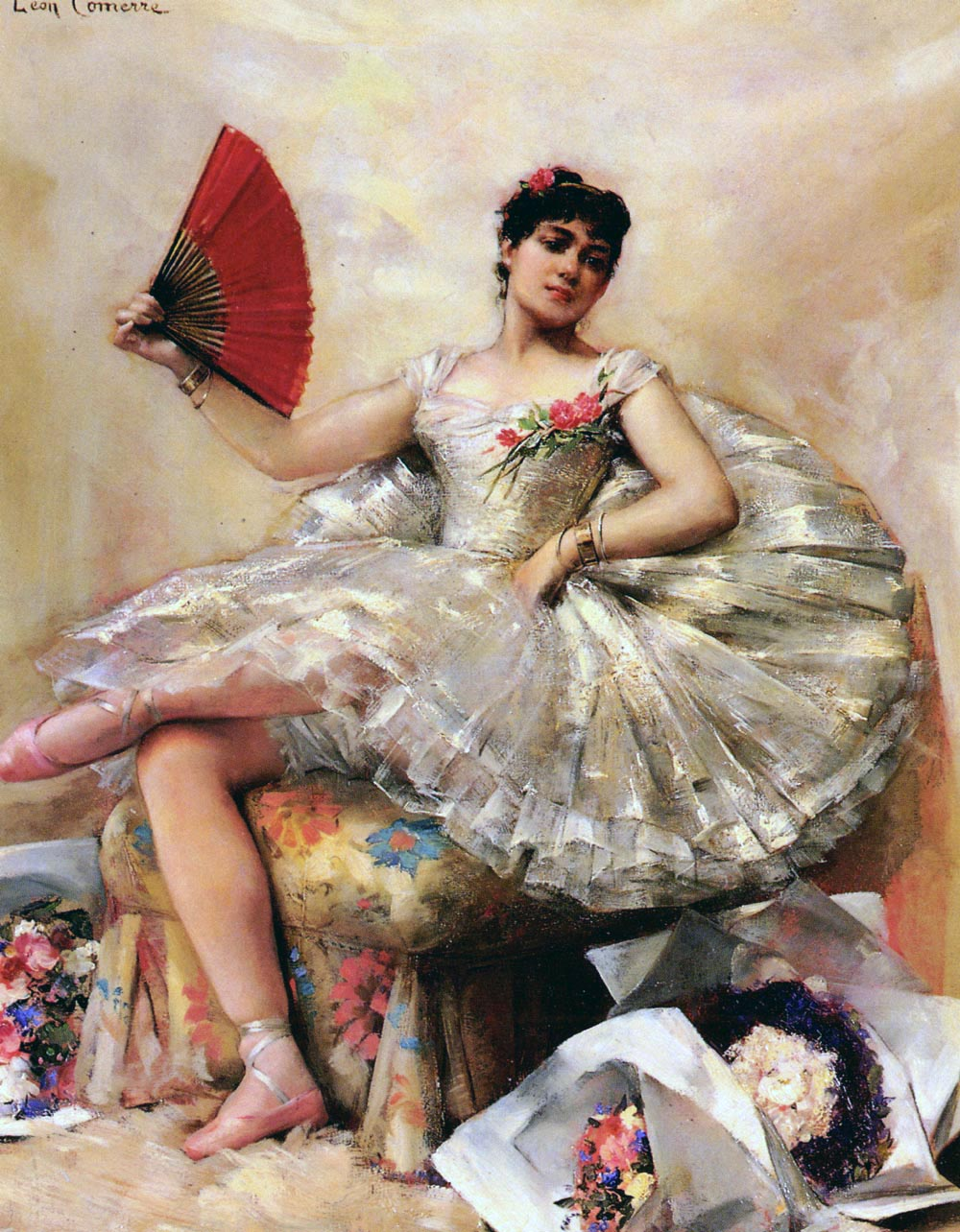
《발레리나 로시타 마우리의 초상화》
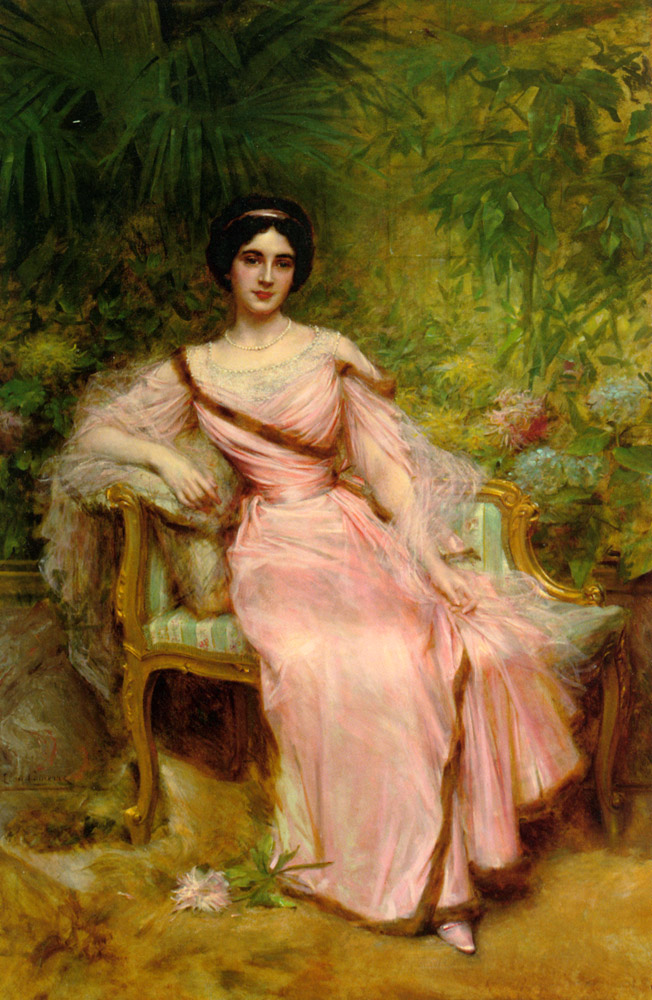
《Suzanne Hudelo의 초상화》
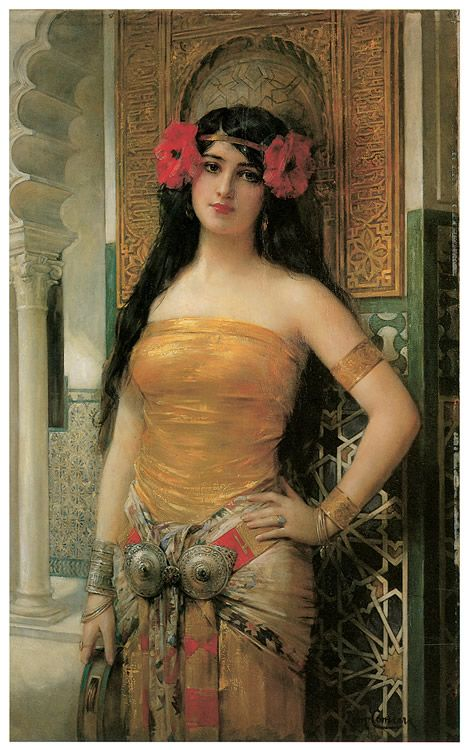
《탬버린 연주자》(L'Odalisque au tambourin)
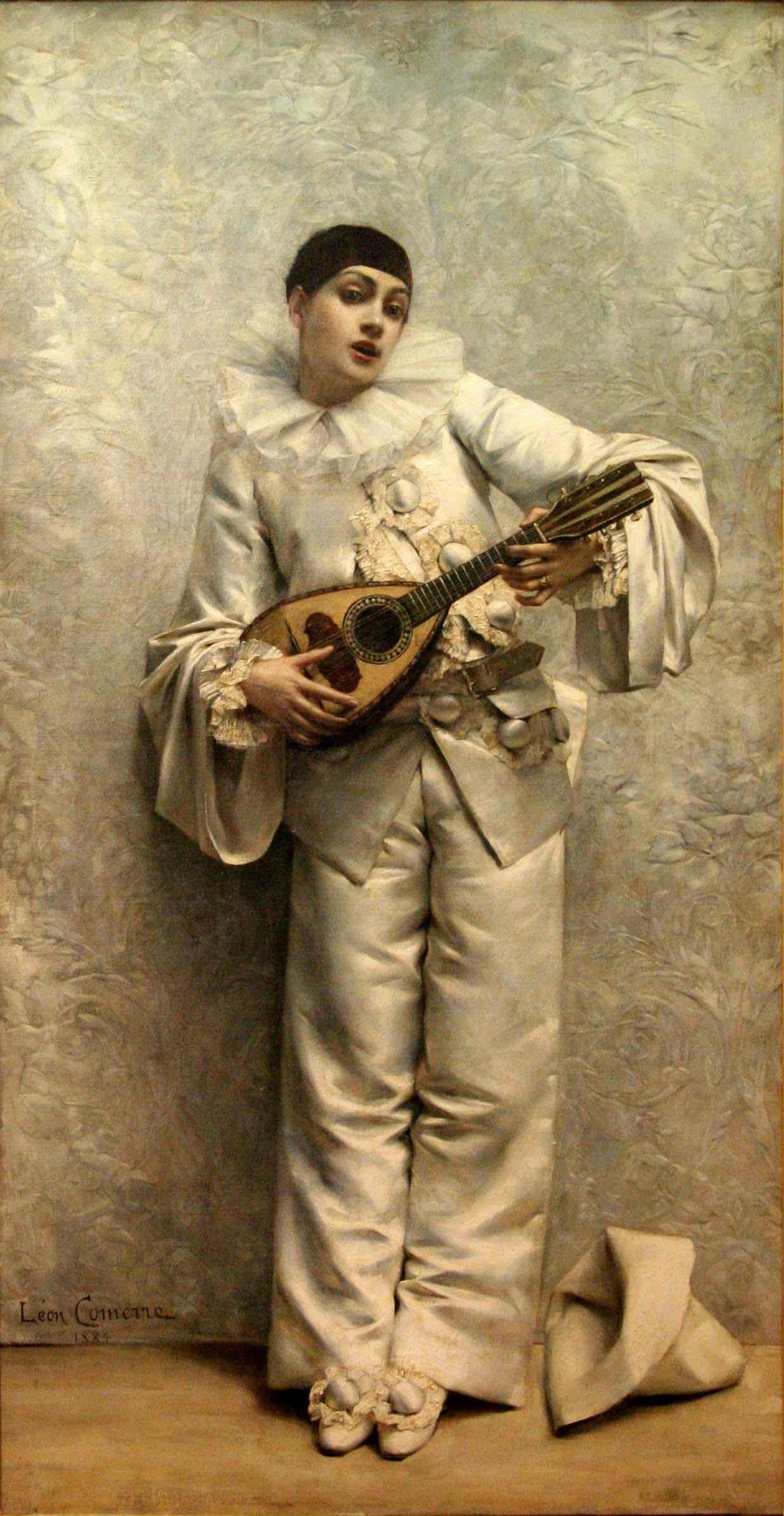
《만돌린을 연주하는 삐에로》
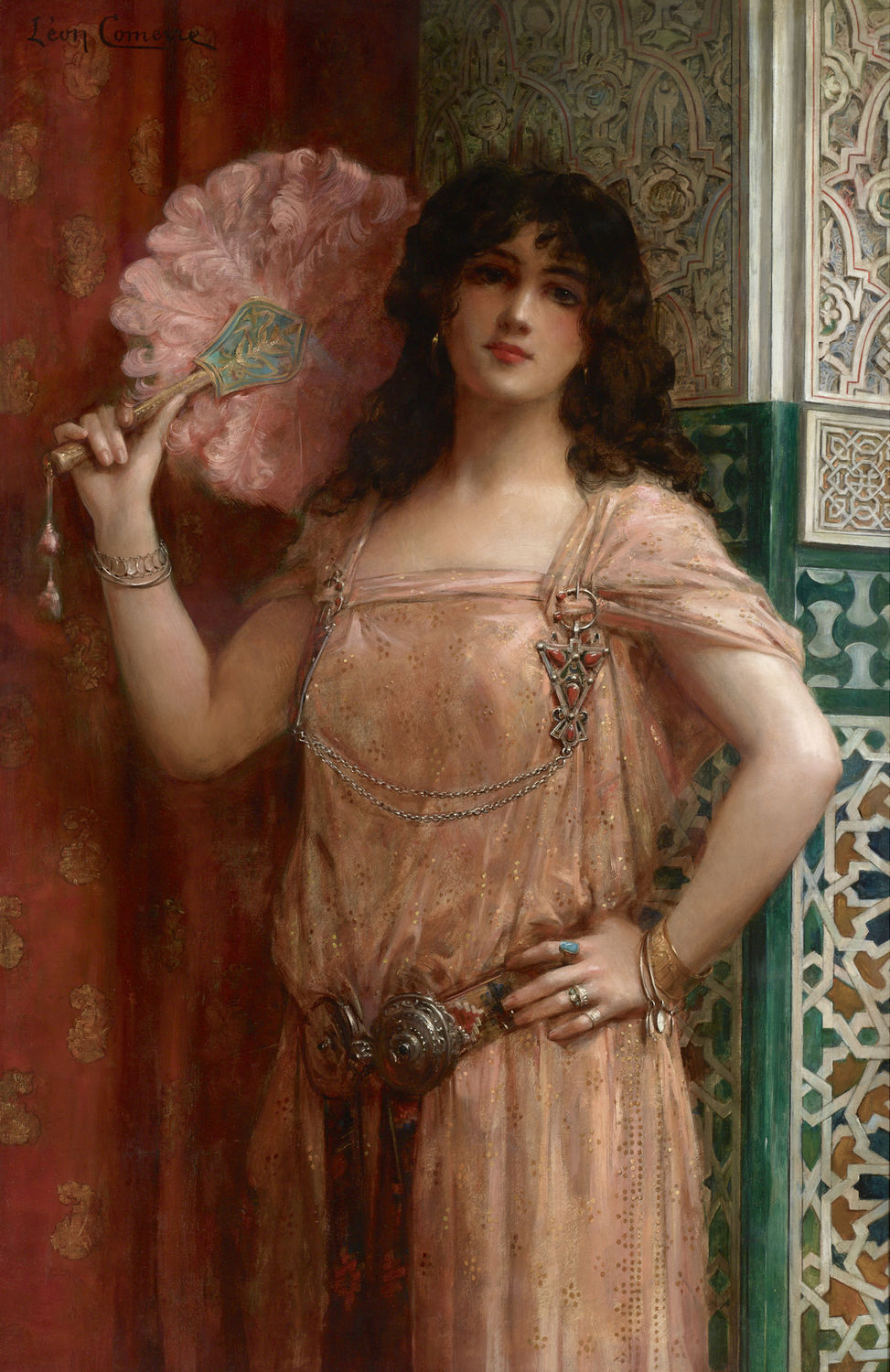
《부채를 든 오달리스크》(L'odalisque à l'éventail)
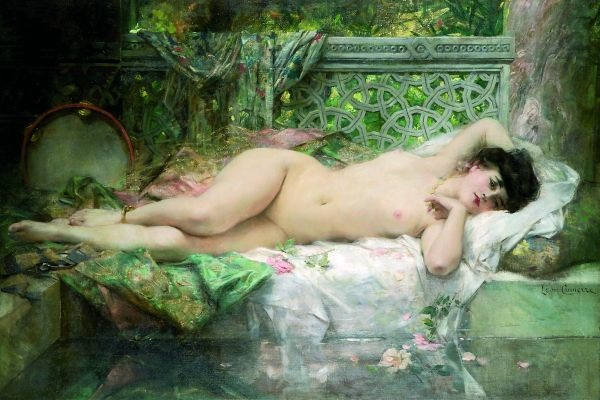
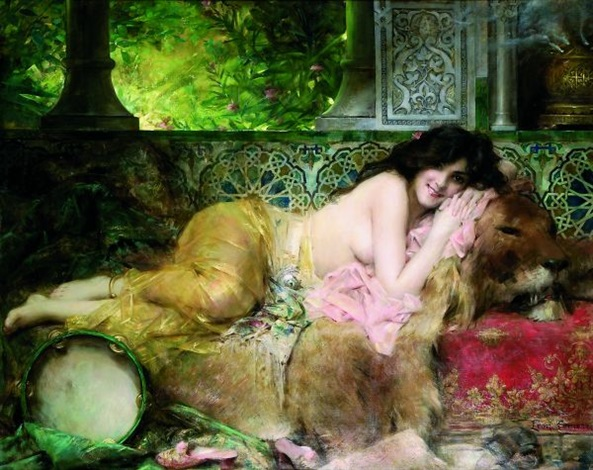
《오달리스크와 탬버린》(Odalisque au tambourin)